# Jean-Baptiste Niccolini

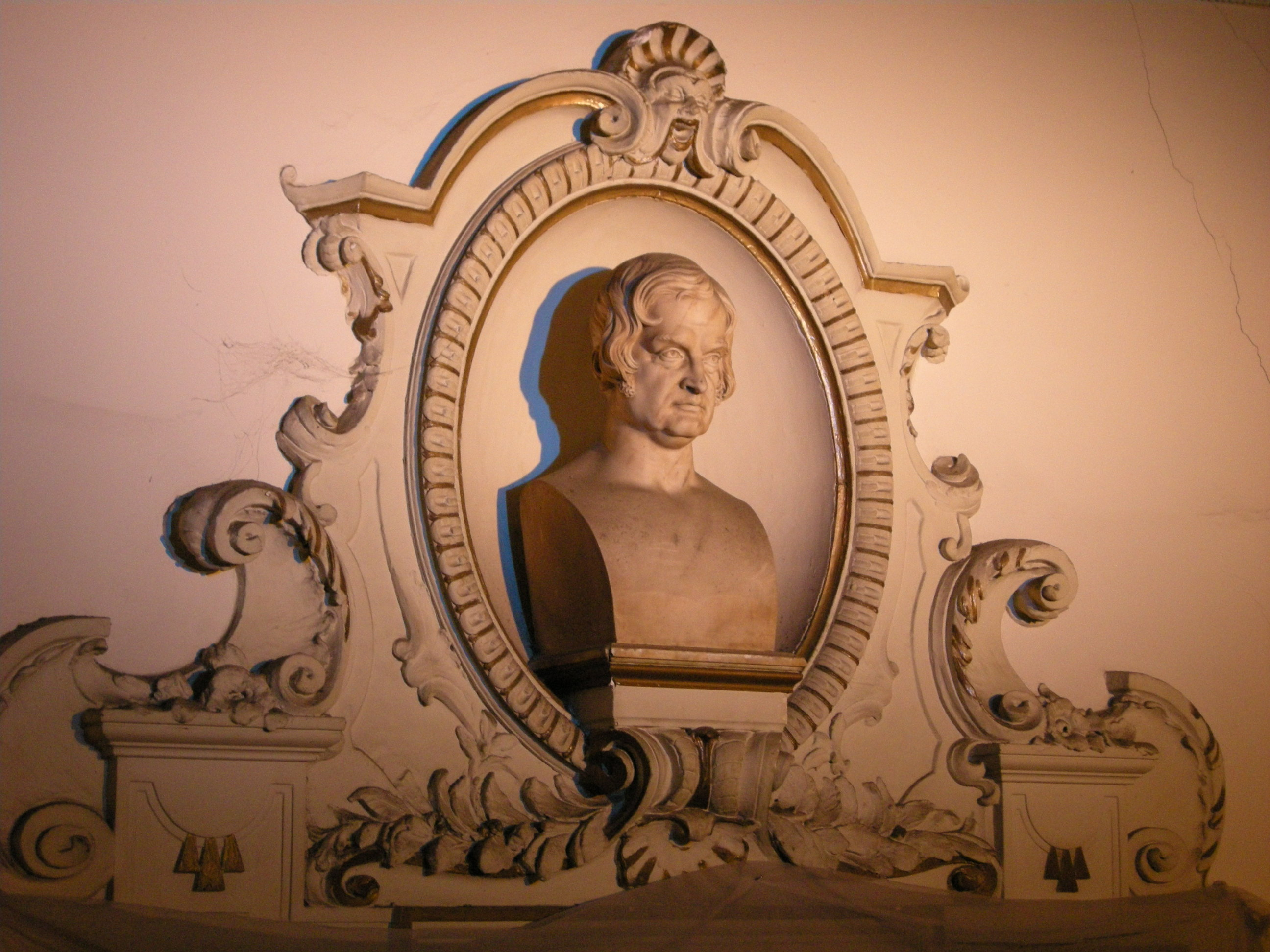
Buste de Giovanni Battista Niccolini

Jean-Baptiste Niccolini (Giovanni Battista Niccolini), né le 29 octobre 1782 à San Giuliano Terme et mort le 20 septembre 1861 à Florence, est un historien, poète tragique et patriote italien. Il a écrit des tragédies et des textes patriotiques vantant la nation et la liberté du peuple italien. Il était un républicain libéral et anticlérical partisan de l'unité et de l'indépendance de l'Italie et sociétaire de l'Accademia della Crusca.

## Biographie
Niccolini écrit en 1817 la tragédie Il Vespro siciliano o Giovanni da Procida consacrée à la révolte des Vêpres siciliennes. il fait de Jean de Procida l'instigateur du soulèvement, en construisant un parallèle entre la situation sicilienne du XIIIe siècle et l'Italie non unifiée du XIXe siècle et en développant un discours patriotique jusqu'à un appel aux armes final contre les forces d'occupation.
Souhaitant publier en France ou en Angleterre pour contourner la censure, il apprend par son ami Gino Capponi que le français Casimir Delavigne a déjà publié une tragédie sur le sujet. Il parvient à faire jouer huit représentations de sa pièce en 1830 à Florence avant qu'elle soit interdite par la censure française et autrichienne. L'année suivante, le texte est publié en Suisse et à Palerme, rencontrant un large lectorat en Italie et en Europe. La pièce peut à nouveau être jouée avec succès dans les années 1846-49 à Florence, à Gênes, puis à Rome, jusqu'à la chute de la République romaine et lui vaut d'être déclaré « poète civique » et « devin politique ». Mais, même après l’unité, la pièce de Niccolini n'est pas joué pour éviter de froisser les forces étrangères, puis parce qu'elle était passée de mode. 
Afin de documenter sa tragédie, il entreprend en parallèle l'écriture d'une histoire des Vêpres siciliennes, pour la publier en même temps. Mais il décide de l'inclure dans une plus large Histoire de la maison des Souabes qui ne terminera pas. 
C'est la découverte de la tragédie de Niccolini qui incite Michele Amari à se lancer dans l'étude du soulèvement sicilien. Mais, en réponse à l'ouvrage de l'érudit sicilien qui dénie le rôle central de Jean de Procida dans la révolte, Niccolini écrit une Apologia di Giovanni da Procida sans chercher à polémiquer avec Amari.